# Trap House III
Trap House III è un mixtape del rapper statunitense Gucci Mane, pubblicato nel 2013.

## Tracce
1. Traphouse 3 (featuring Rick Ross) – 3:48
2. Mama (featuring SickPen) – 4:23
3. Use Me (featuring 2 Chainz) – 3:50
4. Nuthin On Ya (featuring Wiz Khalifa) – 4:01
5. Hell Yes – 4:19
6. I Heard (featuring Rich Homie Quan) – 3:36
7. Fuck With Me – 3:00
8. Thirsty – 3:37
9. Can't Trust Her (featuring Rich Homie Quan) – 3:47
10. Darker (featuring Chief Keef) – 4:36
11. D.I.G. Dipped in Gold – 4:12
12. Tell Em' That (featuring Shawty Lo & Peewee Longway) – 3:59
13. Muddy (featuring Young Dolph & Young Scooter) – 4:15
14. Point In My Life – 3:30
15. Chasen Paper (featuring Rich Homie Quan & Young Thug) – 4:16
16. Off The Leash (featuring Peewee Longway & Young Thug) – 4:50
17. Nobody – 3:05